# East Donyland
East Donyland – wieś i civil parish w Anglii, w Esseksie, w dystrykcie Colchester. W 2011 roku civil parish liczyła 1930 mieszkańców. East Donyland jest wspomniana w Domesday Book (1086) jako Dunilanda/Dunulunda. W obszar civil parish wchodzi także Rowhedge.